# Jozef Nálepka
Jozef Nálepka (27. března 1925 Smižany, Československo – 29. září 2014) byl slovenský partyzán a československý diplomat.

## Život
Za druhé světové války bojoval jako partyzán v jednotce Klementa Gottwalda a ve 4. partyzánské brigádě. Po skončení války vystudoval Vysokou školu ekonomickou v Praze, kde získal titul inženýra. Od 60. let 20. století působil jako diplomat ve Varšavě a Moskvě. V letech 1969–1975 byl velvyslancem v Bělehradě, poté zastával post náměstka ministra zahraničí a v letech 1983–1988 působil coby velvyslanec v Aténách.
Několik let byl tajemníkem Mezinárodního slovanského výboru.
Měl několik sourozenců. Jedním z bratrů byl partyzán a hrdina SSSR Ján Nálepka. Dcerou druhého bratra, který byl také voják, je herečka Světlana Nálepková. Jozefova dcera Tamara Kotvalová je podnikatelka a jejím třetím manželem byl někdejší ministr Petr Bendl.